# Dee Bliss
Dione "Dee" Bliss (apellido de soltera: Bliss, previamente: Rebecchi & Turner) es un personaje ficticio de la serie de televisión australiana Neighbours, interpretada por la actriz Madeleine West del 3 de febrero del 2000 hasta el 29 de julio del 2003. El 9 de enero del 2017 realizó una breve aparición. Regresó a la serie el 5 de julio de 2019 donde estuvo un mes antes de irse y nuevamente se unió al elenco el 23 de abril del 2020 volvió a dar vida a Dee hasta el 25 de junio de 2020.

## Biografía
El 29 de julio del 2003 Dee murió luego de que el coche en el que viajaba junto a su esposo Toadfish Rebecchi después de la recepción de su boda se desviara luego de que ambos quitaran la vista de la carretera para darse un beso y cayera en un lago, Toadie logra salir pero Dee no y su cuerpo nunca es encontrado, lo cual deja devastado a Toadie.
El 20 de enero del 2017 se reveló que Dee estaba viva, luego de que una mujer llamada Andrea Somers apareciera en Erinsborough, haciéndose pasar ella. Poco después se revela que Andrea, es la hermana de Dee y que sólo se está haciendo pasar por ella para quitarle todo el dinero a Toadie.